# Menhir des Almendres
Le menhir des Almendres est un grand monolithe situé dans la freguesia de Nossa Senhora de Guadalupe (pt) sur le territoire de la municipalité d'Évora (District d'Évora, Portugal). 
,. 
Il est classé Immeuble d'intérêt public (Catégorie IIP) depuis 2015 .

## Description
Il s'agit d'un grand menhir en granite porphyroïde, d'environ 3,50 m de haut depuis la surface du sol, avec une section elliptique de 1,20 × 0,80 m. Il est situé au sommet de la pente, à 1,3 km au nord-est du cromlech des Almendres, apparaissant isolé de celui-ci, bien qu'on suppose qu'il existe une relation étroite entre les deux, puisque son alignement coïncide avec le lever du soleil au solstice d'été .
Le site archéologique dans lequel il se trouve constitue un ensemble important de menhirs structurés de la péninsule ibérique, et l'un des plus importants du mégalithisme européen. L'ensemble du site couvre une large gamme chronologique, du Néolithique moyen à l'âge du fer, entre la fin du VIe et le début du IIIe millénaire av. J.-C.. Il était autrefois un lieu de culte, avec une forte charge magico-symbolique, démontrant un bon exemple de réutilisation du même espace sacré au fil du temps.

## Galerie

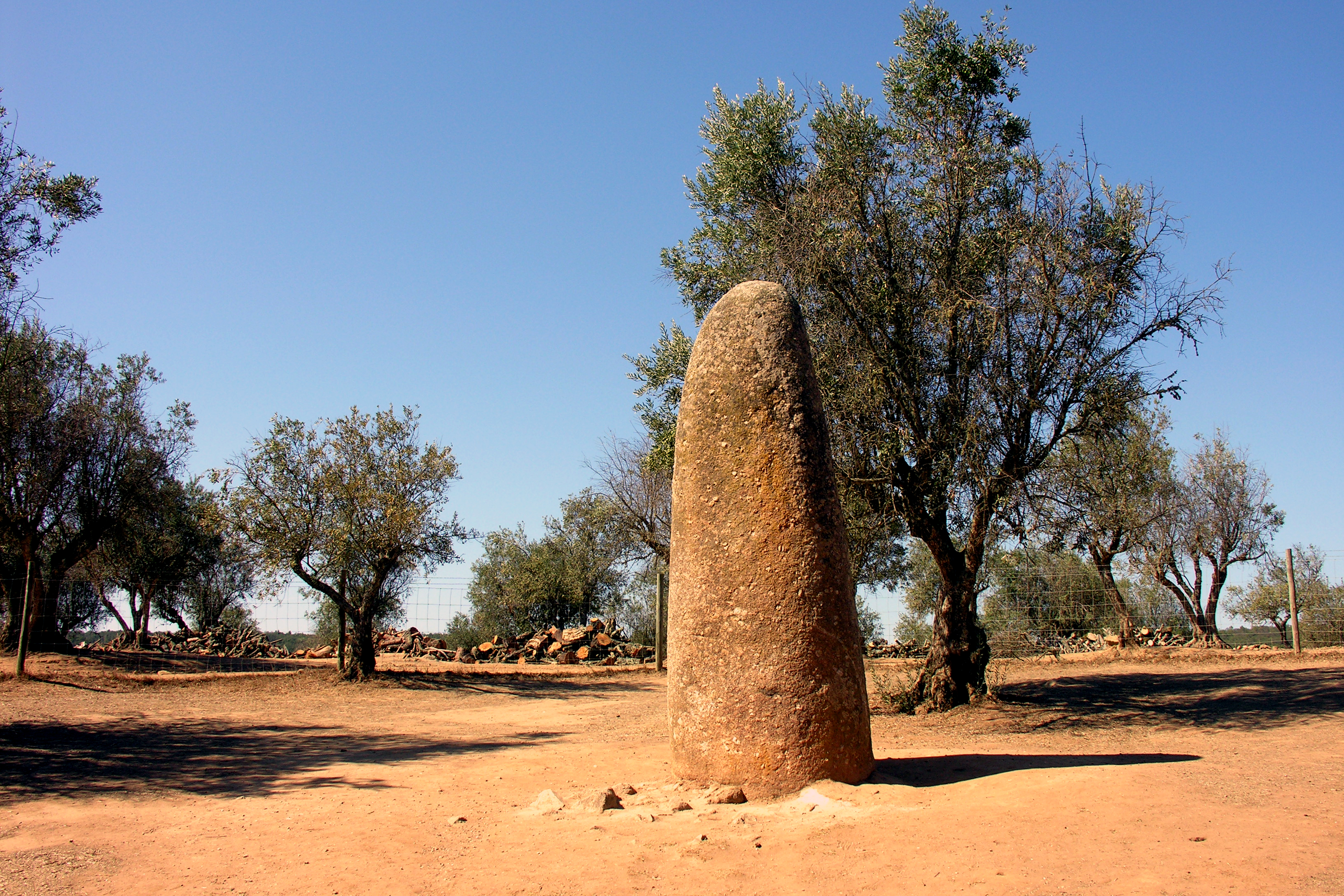
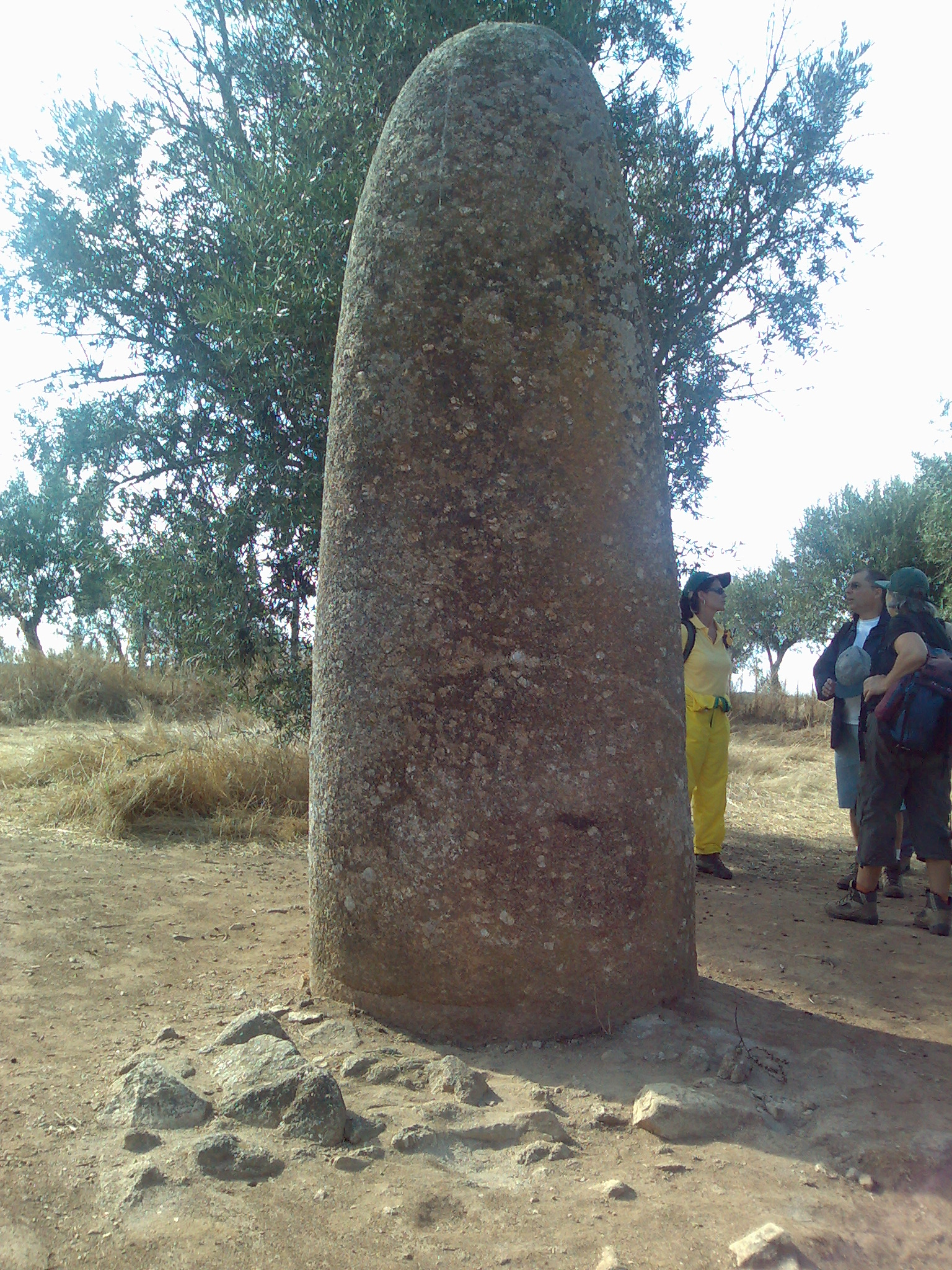